# 1315 Bronisława
1315 Bronisława este un asteroid din centura principală, descoperit pe 16 septembrie 1933, de Sylvain Arend.